# Chiara Zorzi

Stemma Zorzi

Chiara Zorzi noto anche come Clara Zorzi o Chiara Giorgi o Clara Giorgi (... – 1454) è stata una nobile italiana, fu duchessa consorte di Atene per matrimonio con Neri II Acciaioli, duca di Atene e reggente di Atene fino al raggiungimento della maggiore età di suo figlio Francesco I dal 1451 al 1454.

## Biografia
Era la figlia di Nicola III Zorzi, marchese di Bodonitsa, e rinomata per la sua bellezza. Dopo la morte di Neri (1451), si assicurò il diritto di agire come tutore di suo figlio e quindi reggente del ducato con approvazione degli ottomani.
Non molto tempo dopo essere salita al potere, si innamorò del patrizio veneziano Bartolomeo Contarini, che visitò Atene, e gli chiese di chiederle di sposarlo. Egli spiegò che era già sposato, ma per rendersi in grado di sposare Chiara, tornò a Venezia, e assassinò sua moglie, dopo di che tornò ad Atene e sposò la reggente, nel 1453. Come suo conosrte, prese anche parte al suo governo.
Gli ateniesi non erano contenti dell'influenza veneziana, e le lamentele arrivarono al sultano ottomano. Evidentemente, la cittadinanza diffidava dell'influenza dei due amanti sul giovane duca, per la cui sicurezza forse si temeva. Maometto II intervenne su insistenza del popolo a favore del giovane duca Francesco, e convocò Bartolomeo e il suo figliastro il duca alla sua corte di Adrianopoli. Del duca Francesco I non si seppe più nulla.
Un altro Acciaioli, il cugino del giovane duca Francesco II, fu inviato ad Atene come duca vassallo ottomano e Chiara fu così privata del suo potere nella città. Il nuovo duca fece assassinare Chiara a Megara. Secondo la leggenda, l'omicidio avvenne nel Monastero di Daphni, il mausoleo dei duchi francesi, dove egli stesso le tagliò la testa mentre lei si inginocchiava invocando l'aiuto della Santa Vergine, ma questa è una versione romanzata da una tradizione popolare dell'omicidio. Bartolomeo fece appello al sultano per avere giustizia. Atene fu presa dai turchi e Francesco II deposto.